# Nuoto di fondo ai I Giochi del Mediterraneo sulla spiaggia - 5 km femminile
La specialità dei 5 km femminile di nuoto di fondo ai I Giochi del Mediterraneo sulla spiaggia si disputò il 30 agosto 2015 a Pescara, in Italia.

## Paesi partecipanti
Alla gara femminile hanno partecipato 9 nazioni con 19 atlete.
- Algeria (1 atleta)
- Cipro (1 atleta)
- Croazia (1 atleta)
- Grecia (3 atleti)
- Italia (3 atleti)
- Marocco (3 atleti)
- Slovenia (1 atleta)
- Tunisia (3 atleti)
- Turchia (3 atleti)

## Risultati
La gara 5 km femminile si è svolta il 30 agosto 2015 alle ore 13:00 CET.
| Ps | Nazione  | Nome Atleta              | Pett. | Tempo      | Note |
|    | Italia   | Arianna Bridi            | 4     | 00:59:24.9 |      |
|    | Italia   | Giulia Gabrielleschi     | 7     | 00:59:25.2 |      |
|    | Slovenia | Spela Perse              | 10    | 00:59:25.6 |      |
| 4  | Italia   | Barbara Pozzobon         | 19    | 00:59:29.1 |      |
| 5  | Croazia  | Karla Siti               | 12    | 01:00:58.0 |      |
| 6  | Grecia   | Filio Raftopoulou        | 8     | 01:01:58.9 |      |
| 7  | Grecia   | Paraskevi Kritikou       | 5     | 01:02:02.1 |      |
| 8  | Turchia  | Nilay Erkal              | 16    | 01:03:00.6 |      |
| 9  | Algeria  | Imene Maldji             | 17    | 01:03:03.8 |      |
| 10 | Grecia   | Olga Egkorova            | 15    | 01:03:53.0 |      |
| 11 | Tunisia  | Asma Boukhatem Ben       | 18    | 01:04:41.3 |      |
| 12 | Turchia  | Ekinsu Tezel             | 9     | 01:04:44.0 |      |
| 13 | Cipro    | Irene Kyza               | 6     | 01:04:54.3 |      |
| 14 | Tunisia  | Menna Kchouk             | 2     | 01:07:00.2 |      |
| 15 | Turchia  | Duygu Ozdemir            | 13    | 01:07:07.5 |      |
| 16 | Marocco  | Ezzahra Fatima Moufakkir | 1     | 01:12:12.7 |      |
| 17 | Tunisia  | Khaoula Abid Ben         | 14    | 01:12:17.1 |      |
| 18 | Marocco  | Majar Rachdi             | 11    | 01:12:18.0 |      |
| 19 | Marocco  | Meryem Lasfar            | 3     | -          | DNF  |